# Даратумумаб
Даратумумаб — лекарственный препарат, моноклональное антитело для лечения множественной миеломы. Одобрен для применения: США (2015).

## Механизм действия
Связывается с CD38.

## Показания
- Множественная миелома. Применяется в комбинации с леналидомидом, бортезомибом, дексаметазоном[2]
- AL-амилоидоз[англ.][3]

## Противопоказания
- Гиперчувствительность

## Способ применения
Внутривенная или подкожная инъекция (комбинированный препарат с гиалуронидазой).